# Augusto Poroso
Augusto Poroso (Guayaquil, 13 de abril de 1974) es un exfutbolista ecuatoriano que jugaba de defensa central y su último club fue el Pilahuin Tío de Ecuador.

## Trayectoria
Augusto Poroso se formó como futbolista en las divisiones menores de Emelec. Llegó al club a los 10 años y logró debutar en 1993 a los 19 años ante el Delfín de Manta. 
Desde 1997 hasta el 2004 fue capitán de Emelec, donde logró ser campeón del Fútbol Ecuatoriano en cuatro ocasiones. En el 2002 marcó el gol con que Emelec se coronó campeón ese año, un recordado gol de "chilena" (chilena) a poco de terminar el partido. En el 2005 pasó al archirrival de su equipo, el Barcelona Sporting Club donde estuvo una temporada. En el 2006 tuvo un paso por el Aucas de Quito. Al año siguiente se fue a jugar al Alianza Lima de Perú. Luego volvió a tierras ecuatorianas, a El Nacional de Quito. En el 2008 fichó por el Macará de Ambato.

## Selección nacional
Ha sido internacional con la Selección de fútbol de Ecuador en 38 ocasiones. Debutó el 27 de enero de 1999 ante Costa Rica en un partido amistoso.

### Participaciones internacionales
- Eliminatorias al Mundial Corea-Japón 2002.

### Participaciones enCopas del Mundo
| Mundial                       | Sede                  | Resultado      | PJ | GA | Asis |
| ----------------------------- | --------------------- | -------------- | -- | -- | ---- |
| Mundial de Corea y Japón 2002 | Corea del Sur y Japón | Fase de grupos | 3  | 0  | 0    |

### Participaciones enCopas América
| Torneo            | Sede     | Resultado      | PJ | GA | Asis |
| ----------------- | -------- | -------------- | -- | -- | ---- |
| Copa América 2001 | Colombia | Fase de grupos | 0  | 0  | 0    |

### Participaciones enCopas Oro
| Torneo        | Sede           | Resultado      | PJ | GA | Asis |
| ------------- | -------------- | -------------- | -- | -- | ---- |
| Copa Oro 2002 | Estados Unidos | Fase de grupos | 1  | 0  | 0    |

### Participaciones enEliminatorias al Mundial
| Eliminatoria                                | Sede del Mundial      | Posición      | Resultado   | PJ | GA | Asis |
| ------------------------------------------- | --------------------- | ------------- | ----------- | -- | -- | ---- |
| Eliminatorias Mundial de Corea y Japón 2002 | Corea del Sur y Japón | 2°lugar 31pts | Clasificado | 11 | 0  | 1    |

## Clubes
| Club                      | País     | Año       |
| ------------------------- | -------- | --------- |
| Emelec                    | Ecuador  | 1993-2004 |
| Barcelona                 | Ecuador  | 2005      |
| Aucas                     | Ecuador  | 2006      |
| Alianza Lima              | Perú     | 2007      |
| El Nacional               | Ecuador  | 2007      |
| Deportivo Pereira         | Colombia | 2008      |
| Macará                    | Ecuador  | 2009-2011 |
| Mushuc Runa Sporting Club | Ecuador  | 2012      |
| Pilahuin Tío              | Ecuador  | 2013      |

## Palmarés

### Campeonatos nacionales
| Título                 | Club   | País    | Año  |
| ---------------------- | ------ | ------- | ---- |
| Campeonato Ecuatoriano | Emelec | Ecuador | 1993 |
| Campeonato Ecuatoriano | Emelec | Ecuador | 1994 |
| Campeonato Ecuatoriano | Emelec | Ecuador | 2001 |
| Campeonato Ecuatoriano | Emelec | Ecuador | 2002 |

- Datos: Q2733901